# Natpis opatice Vekenege
Natpis opatice Vekenege je mramorni natpis u crkvi sv. Marije u Zadru veličine 295×202 cm. U prijevodu glasi: 
Opatica Vekenega naslijedila je na tom položaju utemeljiteljicu benediktinskog zadarskog samostana, svoju majku Čiku (koja je ušla u samostan prije muževe smrti) i utjecala je bitno na politiku onog vremena kad je trebalo priznati vlast novog kralja Kolomana i tako poštedjeti grad od vojnih sukoba i razaranja. Uz kraljevu pomoć podignut je zvonik uz crkvu svete Marije i u njemu komorica sa svodovima, prva takva u Europi.